# 瞬間的シックスセンス
「瞬間的シックスセンス」(しゅんかんてきシックスセンス) は、シンガーソングライター・あいみょんのメジャー2ndフルアルバム。ワーナーミュージック・ジャパン内のレーベル「unBORDE」から2019年2月13日に発売された。

## 解説
前作『青春のエキサイトメント』から約1年5ヶ月ぶりのリリース。2018年12月17日にZepp Tokyoで開催された「AIMYON TOUR 2018 -HONEY LADY BABY-」の千秋楽で本作のリリースが発表された。アートワークはとんだ林蘭が担当。
タイトルの「瞬間的シックスセンス」は、アルバム制作より前に決まっており、「2018年は瞬間瞬間がとても大事で、迷ってる暇がない状況にいたから、感覚で行くしかないという気持ちでいた。」「“芸術は第六感が大事”というのも思っていて、もの作りに関しては自分の第六感が働いてる気がした。」と語っている。
本作には、シングル3枚のタイトル曲や、オリジナル長編アニメーション『あした世界が終わるとしても』の挿入歌および主題歌として書き下ろされた「ら、のはなし」と「あした世界が終わるとしても」などを含む全12曲を収録。サウンドプロデューサーには、田中ユウスケ (agehasprings) 、関口シンゴ (Ovall) トオミヨウらが参加している。
通常盤に加え「あいみょんonline store限定盤」「HMV・Loppi限定盤」もリリースされ、「あいみょんonline store限定盤」には「AIMYON TOUR 2018 -HONEY LADY BABY-」のフォトブック、「HMV・Loppi限定盤」にはオリジナルTシャツが特典として付属しており、通常盤はスリーブケース仕様となっている。

## 収録曲
| 全作詞・作曲: あいみょん。 |                                |            |            |                                 |      |
| #                          | タイトル                       | 作詞       | 作曲・編曲 | 編曲                            | 時間 |
| 1.                         | 「満月の夜なら」               | あいみょん | あいみょん | 近藤隆史、立崎優介 田中ユウスケ | 3:25 |
| 2.                         | 「マリーゴールド」             | あいみょん | あいみょん | 立崎優介 田中ユウスケ           | 5:06 |
| 3.                         | 「ら、のはなし」               | あいみょん | あいみょん | トオミヨウ                      | 3:01 |
| 4.                         | 「二人だけの国」               | あいみょん | あいみょん | 関口シンゴ                      | 4:31 |
| 5.                         | 「プレゼント」                 | あいみょん | あいみょん | 関口シンゴ                      | 4:17 |
| 6.                         | 「ひかりもの」                 | あいみょん | あいみょん | トオミヨウ                      | 3:49 |
| 7.                         | 「恋をしたから」               | あいみょん | あいみょん | 関口シンゴ                      | 4:29 |
| 8.                         | 「夢追いベンガル」             | あいみょん | あいみょん | トオミヨウ                      | 4:41 |
| 9.                         | 「今夜このまま」               | あいみょん | あいみょん | 近藤隆史 田中ユウスケ           | 3:58 |
| 10.                        | 「あした世界が終わるとしても」 | あいみょん | あいみょん | 立崎優介、近藤隆史 田中ユウスケ | 4:22 |
| 11.                        | 「GOOD NIGHT BABY」            | あいみょん | あいみょん | 関口シンゴ                      | 5:30 |
| 12.                        | 「from 四階の角部屋」          | あいみょん | あいみょん | 會田茂一                        | 1:38 |
| 合計時間:                  | 合計時間:                      | 合計時間:  | 48:47      |                                 |      |

## 曲の解説
シングル収録曲については各項目を参照
1. 満月の夜なら
  - 4thシングル
2. マリーゴールド
  - 5thシングル
3. ら、のはなし
オリジナル長編アニメーション『あした世界が終わるとしても』挿入歌
4. 二人だけの国
「プレゼント」と並行して制作された楽曲で、映画『失楽園』にインスパイアされて書かれた[7]。あいみょんはアルバムのキーとなる曲としている[7]。ギターの演奏は編曲を担当した関口シンゴによるもの[7]。
5. プレゼント
6. ひかりもの
自分自身を題材としたバラード。2018年初頭に書かれた。あいみょんの楽曲で初めてストリングスが導入された曲で、「音ができたときに泣きそうになった」と語っている[7]。
7. 恋をしたから
弾き語りを基調としたアレンジの楽曲で、あいみょんのパートは一発録りとなっている[7]。
8. 夢追いベンガル
ロックバンド「andymori」の楽曲「ベンガルトラとウィスキー」の影響を受けて製作された[7]。小林光大が監督を務めたミュージック・ビデオも製作されており、「AIMYON TOUR 2018 -HONEY LADY BABY-」に密着したドキュメンタリー仕立ての内容となっている[8][9]。
9. 今夜このまま
  - 6thシングル
10. あした世界が終わるとしても
オリジナル長編アニメーション『あした世界が終わるとしても』主題歌で、声優による音声が加えられる前の映像を見た上で書き下ろされた[10]。
11. GOOD NIGHT BABY
あいみょん曰く「10代や20代の恋愛をイメージして書いた」ラブソング。「浜省（浜田省吾）をめっちゃ意識しちゃった（笑）」「『GOOD NIGHT BABY』も『マリーゴールド』もほとんど同じコード進行やけど、私は勝負すべきはそういうところじゃないと思ってて。むしろ、同じコード進行でもこんなに可能性があるんやって思えるし、限られたコードしかない中で、しかも日本語は母音が5つしかない中で、その可能性のほうに賭けたい」などと述べている[11]。カジュアルライン「Reebok CLASSIC」とのコラボレーションでミュージック・ビデオも制作された[10]。
12. from 四階の角部屋
一発録りによる楽曲で、後からトランペットのみ足された[10]。これまでに発表された楽曲で最も演奏時間が短い曲で、前曲より少々間を開けて始まる。

## タイアップ
- オリジナル長編アニメーション『あした世界が終わるとしても』挿入歌 (＃3)
- フジテレビ系『めざましどようび』テーマソング (＃5)
- LINE Xmas 2019「クリスマスに、私はフラれた × あいみょん」恋をしたから篇イメージソング (#7)
- 日本テレビ系水曜ドラマ『獣になれない私たち』主題歌 (＃9)
- オリジナル長編アニメーション『あした世界が終わるとしても』主題歌 (＃10)

## チャート成績
2019年2月25日付のオリコン週間ランキングでは初動61,645枚を売り上げ、週間2位にランクインした。自身の最高順位。

## チャートと売上
| チャート（年）                  | 最高 順位 |
| ------------------------------- | --------- |
| Billboard Japan Hot Albums      | 2         |
| Billboard Japan Top Album Sales | 2         |
| Billboard Japan Download Albums | 2         |
| オリコン週間アルバムチャート    | 2         |

| チャート（2019年）              | 順位 |
| ------------------------------- | ---- |
| Billboard Japan Hot Albums      | 7    |
| Billboard Japan Download Albums | 5    |
| オリコン年間アルバムチャート    | 19   |
| チャート（2020年）              | 順位 |
| Billboard Japan Hot Albums      | 30   |
| Billboard Japan Download Albums | 21   |

### 認定とセールス
| 国/地域                                             | 認定     | 認定/売上数                         |
| --------------------------------------------------- | -------- | ----------------------------------- |
| 日本 (RIAJ)                                         | プラチナ | 220,000（フィジカルCD) （オリコン） |
| 日本 (RIAJ)                                         | N/A      | 56,900（デジタル配信）（オリコン）  |
| * 認定のみに基づく売上数 ^ 認定のみに基づく出荷枚数 |          |                                     |